# 미쓰비시 중공업 나가사키 조선소

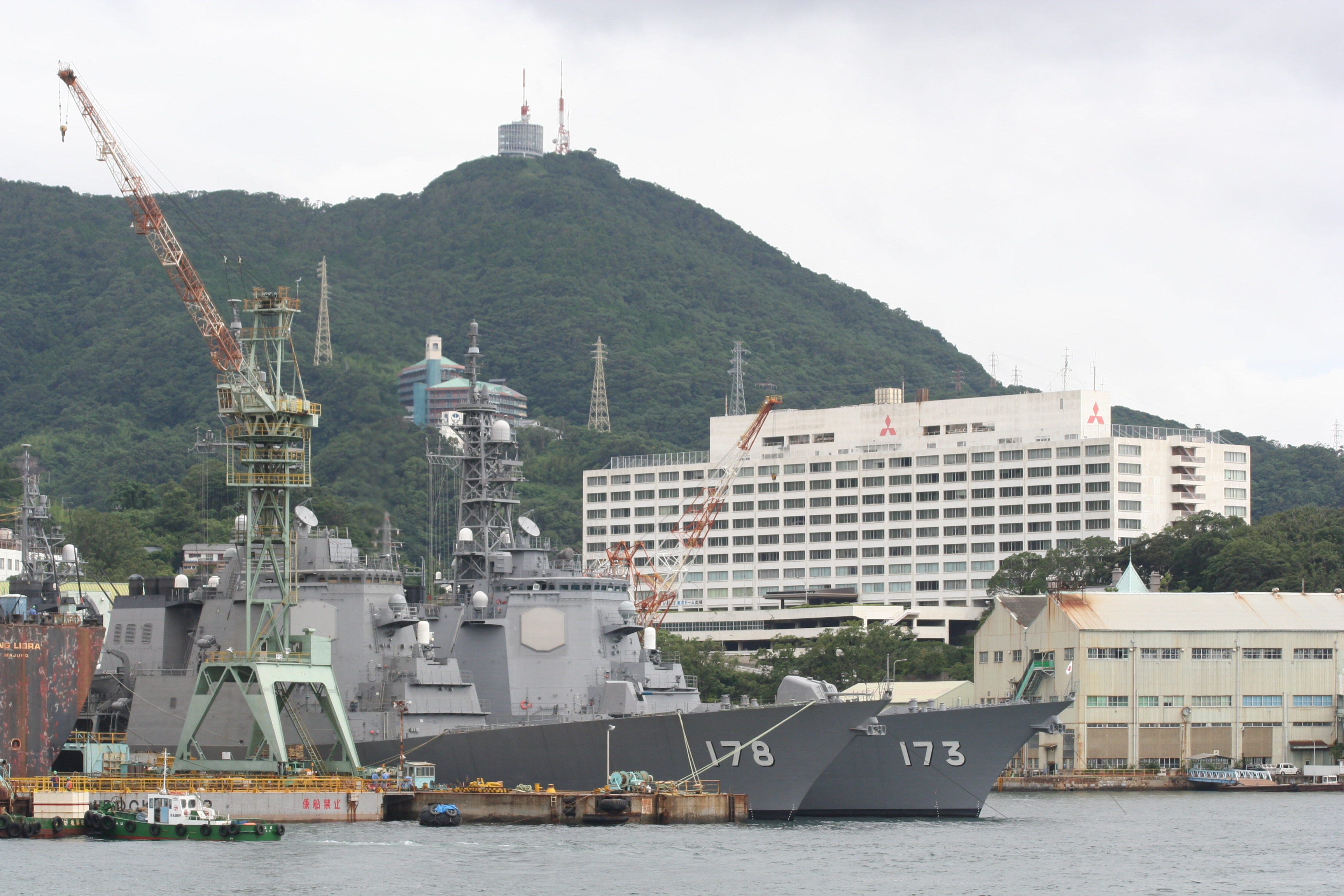
나가사키 조선소 본관 (오른쪽 흰색 건물)

미쓰비시 중공업 나가사키 조선소(三菱重工業長崎造船所)는 일본 나가사키현 나가사키시와 이사하야시에 있는 미쓰비시 중공업의 조선소, 공장이다. 약칭은 ‘나가센’(長船)이다. 2009년 나가사키 조선소 중 코스게 오사무 선착장 터, 제3 선가, 자이언트 캔틸레버 크레인. 옛 목형 장, 점승각의 다섯 자산은 유네스코 세계 유산 “메이지 일본의 산업 혁명 유산 제철제강, 조선, 석탄 산업” (전체 23 자산)의 구성 자산이 되었다.

## 개요
나가사키현 나가사키시의 나가사키 조선소는 코야기 공장, 사이와이초 공장과 이사하야시의 이사하야 공장으로 구성된다. 대형 여객선과 대형 유조선, LPG선 등의 선박 외에도 발전소, 환경 보전 시설, 해수 담수화 플랜트 등 다양한 제품을 생산하고 있다.
나가사키 조선소)은 1857년에 일본 최초의 함선 수리 공장 ‘나가사키 용철소’로 탄생했다. 에도 막부에서 메이지 정부로 관리가 바뀐 후 1887년 미쓰비시에 불하된 이후 민영 조선소로 다수의 함선을 건조했다. 전함 무사시를 건조한 것으로도 유명하다. 전후 미쓰비시 중공업은 3개로 분할되는 등 모회사는 우여곡절을 겪었지만, 본 공장은 배상 철거 지정 공장을 면해 살아난다. 한때 수주도 끊겨 소형 어선과 같은 작은 배들을 건조할 지경이었지만 1950년 한국 전쟁이 발발한 전후 보다 높은 조선 기술을 평가하고 이후 오일 쇼크 무렵까지 대형 유조선 수주가 이어졌다.
현재는 민간 선박 외에도 해상자위대의 위함도 다수 건조하고 있다. 1950년대 후 갑판의 경사에 특징적인 설계를 가진 호위함을 많이 건조해 호위함에서 ‘네덜란드 자카’의 이름의 유래가 되었다.

## 연혁
- 1857년 에도 막부 직영 ‘나가사키 용철소’건설 착수.
- 1860년 나가사키 제철소로 개칭
- 1861년 완성.
- 1868년 관영 나가사키 제철소가 된다.
- 1871년 공부성 소관 ‘나가사키 조선국’으로 개칭
- 1879년 다테가미 제1째 도크 완성
- 1884년 미쓰비시가 경영. ‘나가사키 조선소’로 개칭. (미쓰비시 중공업은 이 해를 창업년도로 삼고 있다.)
- 1887년 시설의 불하를 받는다.
- 1893년 ‘미쓰비시 합자회사 미쓰비시 조선소’로 개칭.
- 1896년 제2 도크 완성.
- 1903년 제2, 제3 선대 완성.
- 1909년 150톤 자이언트 캔틸레버 크레인(해머 헤드 크레인)을 영국에서 구입. 현재도 가동 중
- 1912년 제1선대에 겐 - 클레 - 프로그램 완성.
- 1915년 전함 키리시마 준공. (전함 하루나와 함께 민간 조선소 최초의 전함 건조)
- 1917년 미쓰비시 조선 주식회사 나가사키 조선소로 개칭.
- 1923년 전기 공장이 분리독립하여 미쓰비시 나가사키 제작소가 된다.
- 1934년 ‘미쓰비시 중공업 나가사키 조선소’로 개칭.
- 1936년 제2선대 갠트리 크레인 완성. (전함 무사시 건조 장소)
- 1942년 전함 무사시 준공
- 1945년 나가사키에 원자폭탄 투하로 인해 공원과 동원 학도에 다수의 사상자를 낸다.
- 1950년 미쓰비시 중공업 3개사로 분할 ‘서일본 중공업 주식회사 나가사키 조선소’가 된다.
- 1952년 사명 변경 ‘미쓰비시 조선 주식회사 나가사키 조선소’가 된다.
- 1955년 대형 유조선 '교구' 진수 시 제동 장치의 철사 절단에 의해 배가 폭주하여 700m 건너편에 올라앉는 사고가 발생
- 1964년 중공업 그룹의 세 회사 합병 ‘미쓰비시 중공업 주식회사 나가사키 조선소’가 된다.
- 1965년 20만톤 도크 2기가 완성
- 1972년 미쓰비시 중공업에서 최대 규모인 코야기 공장이 완공
- 1997년 자료관에 전시 된 공작 기계 ‘수삭반’(1856년 네덜란드제)이 국가 중요 문화재 로 지정
- 2003년 캔틸레버 크레인 국가 등록 유형 문화재로 등록